# ناحیه کشورگنج
ناحیه کشورگنج (به لاتین: Kishoreganj District) یک ناحیه در بنگلادش است که در استان داکا واقع شده‌است.

## خصوصیات
ناحیه کشورگنج ۲٬۷۳۱٫۲۱ کیلومترمربع مساحت و ۲٬۹۱۱٬۹۰۷ نفر جمعیت دارد.